# Mimosybra bimaculata
Mimosybra bimaculata là một loài bọ cánh cứng trong họ Cerambycidae.